# Coscinodon cribrosus
Coscinodon cribrosus là một loài Rêu trong họ Grimmiaceae. Loài này được (Hedw.) Spruce mô tả khoa học đầu tiên năm 1849.